# Indiumarsenid
Indiumarsenid ist eine chemische Verbindung von Indium und Arsen. Sie ist ein Halbleiter und zählt zu den III-V-Halbleitern.

## Gewinnung und Darstellung
Indiumarsenid bildet sich bei hohen Temperaturen aus den Elementen:
{\displaystyle \mathrm {In\ +\ As\longrightarrow \ InAs} }

## Eigenschaften

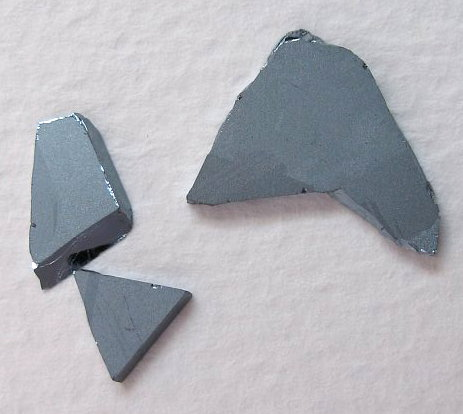
InAs-Einkristallbruchstücke

Indiumarsenid kristallisiert in der Sphalerit-Struktur: Arsenid bildet eine kubisch dichteste Kugelpackung und Indium besetzt die Hälfte der Tetraederlücken. Die Bandlücke des Halbleiters beträgt 0,35 eV.

## Verwendung
Wie andere III-V-Halbleiter findet Indiumarsenid Anwendung in der Halbleiterindustrie. Es wird für Photodioden in Detektoren für Infrarotstrahlung verwendet. Ein weiteres Anwendungsgebiet sind Laserdioden.

## Sicherheitshinweise
Indiumarsenid ist aufgrund des enthaltenen Arsens giftig und cancerogen.